# 御殿山 (千葉県)
御殿山（ごてんやま）は、千葉県南房総市にある山。標高363.7メートル。

## 概要
千葉県立嶺岡山系自然公園の中にある、奥深い山域にある山で、森林浴を楽しめる人気の山である。
山名の由来は日本武尊が東征して安房地方を平定した時に、この地に御殿を設けたことからと伝わる。ただし、丸山町史では里見家が鷹狩りのために御殿を建てたことに由来するとしている。

## 登山
御殿山・大日山ハイキングコースが整備されている。山頂からは房総の山々や東京湾、太平洋を眺めることができる。
- 山田ルート - 千葉県道89号鴨川富山線の高照寺前からのルート（県道から山頂まで約50分）[3]。
- 塩井戸ルート - 国道410号の小野次郎右衛門生誕の地公園近くにある登山口からのルート（案内板から山頂まで約90分）[3]。
- 畑ルート - 県営林道から宝筐印塔山や鷹取山を経由するルート（駐車場から山頂まで約70分）[3]。

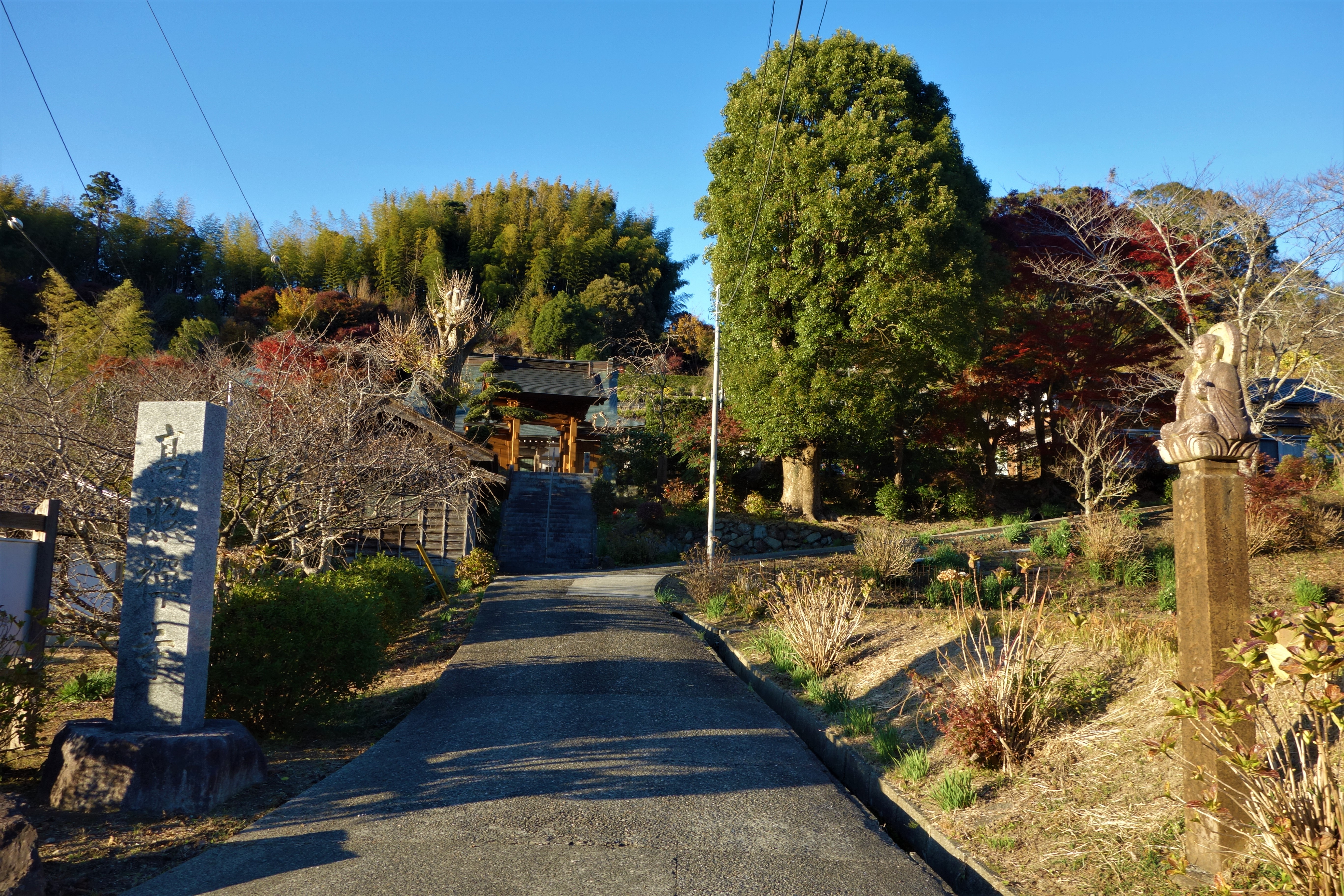
登山口の高照禅寺
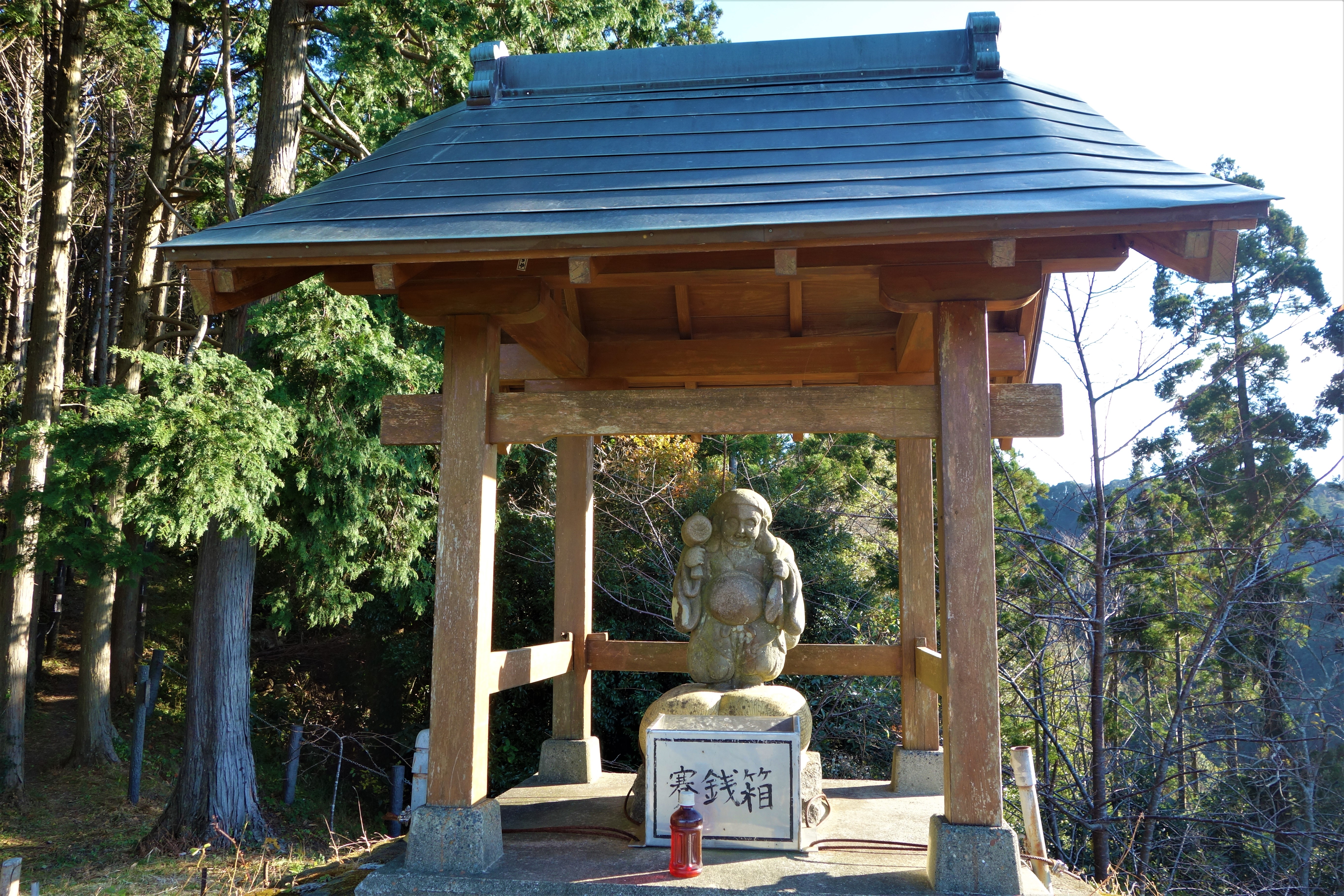
大黒様（御殿山）
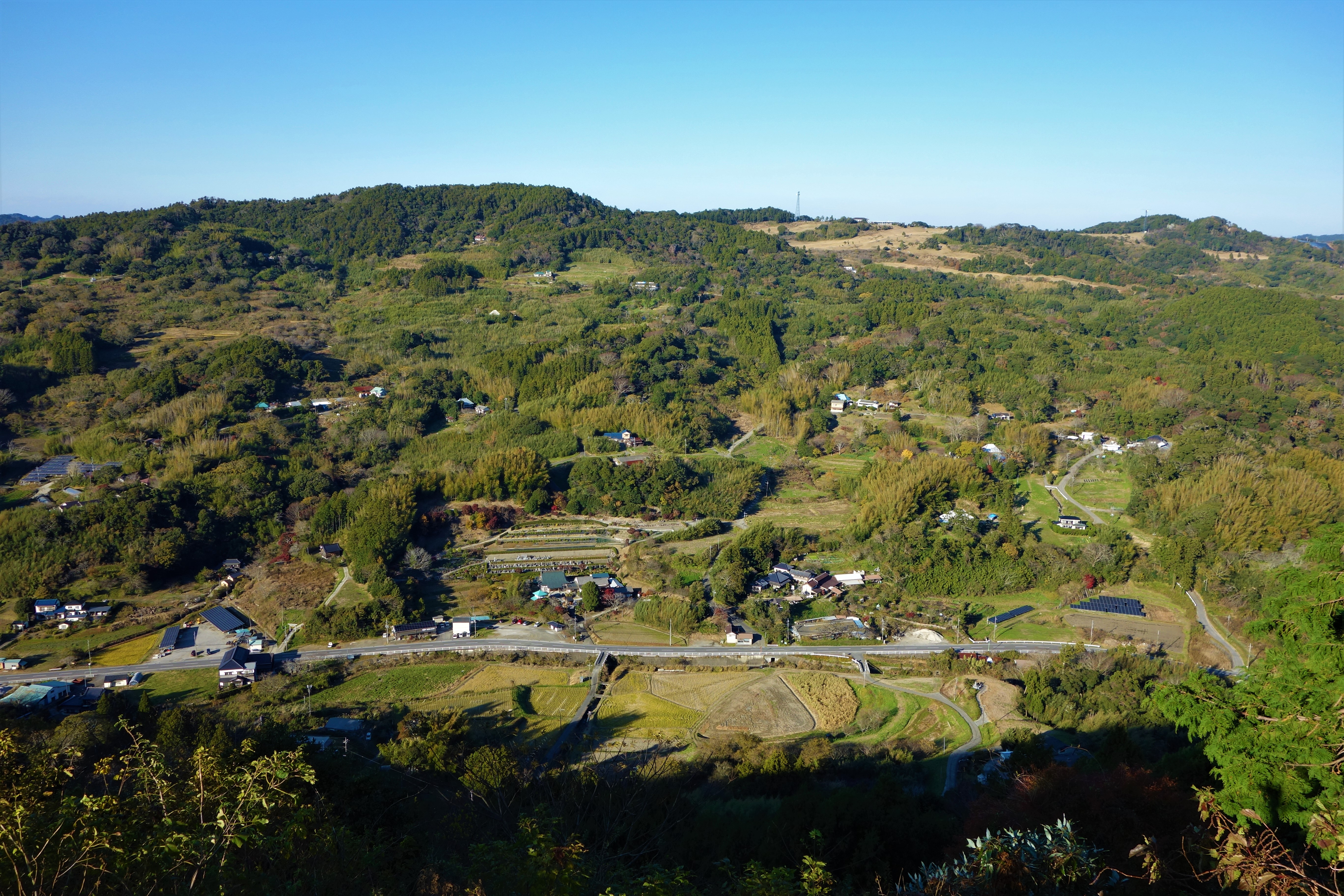
大黒様から北面（コスモクラシッククラブ）
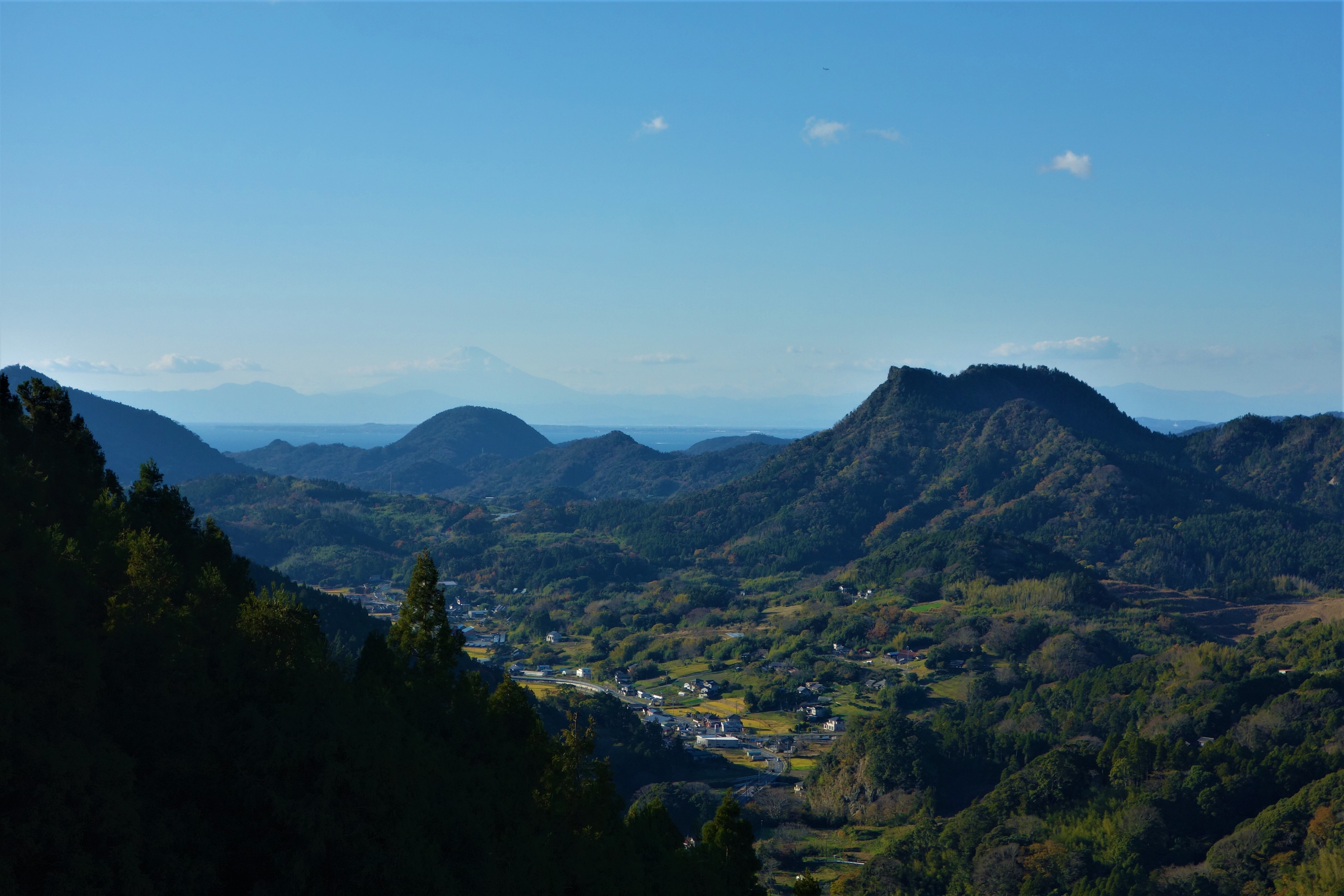
大黒様から伊予ヶ岳
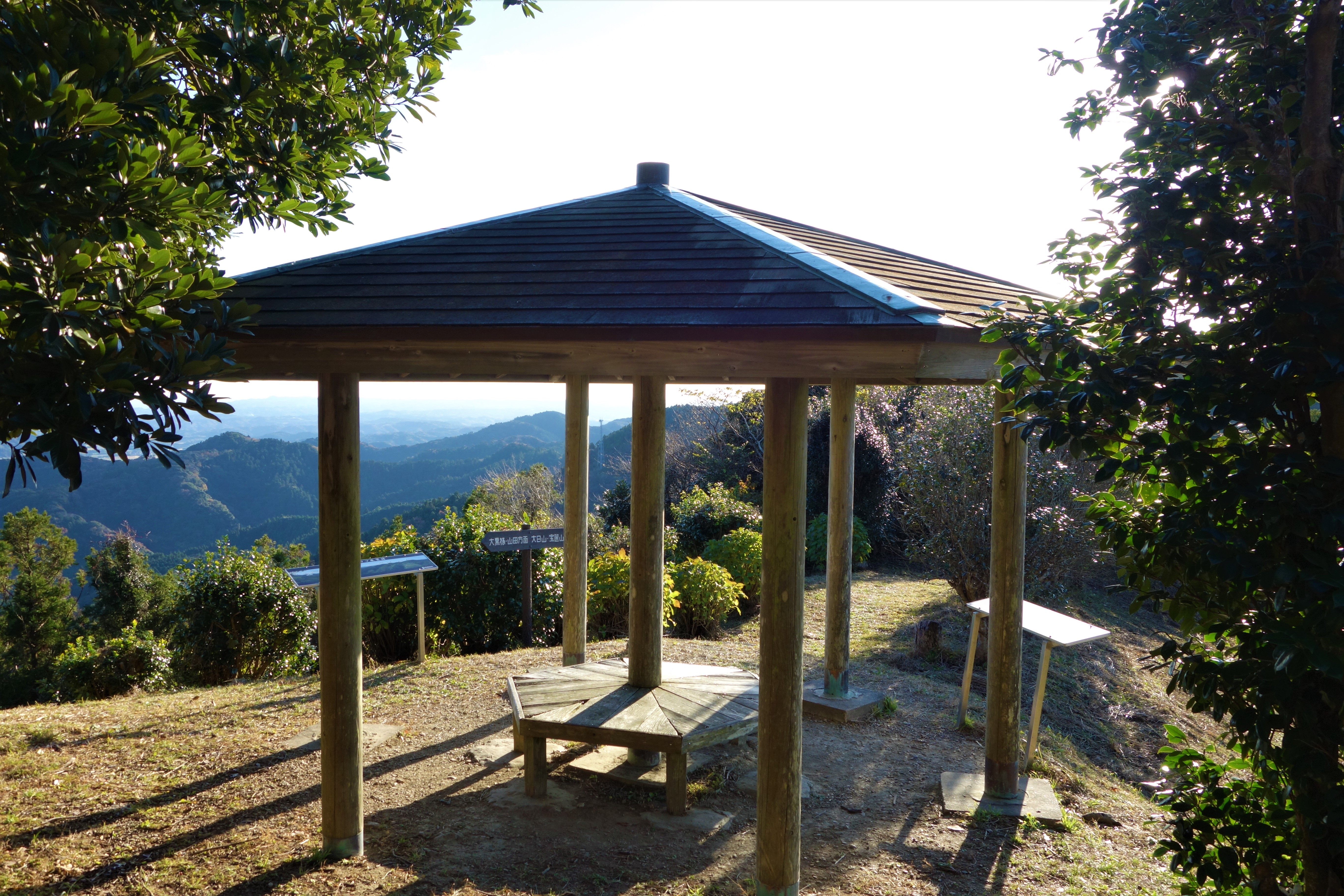
御殿山山頂
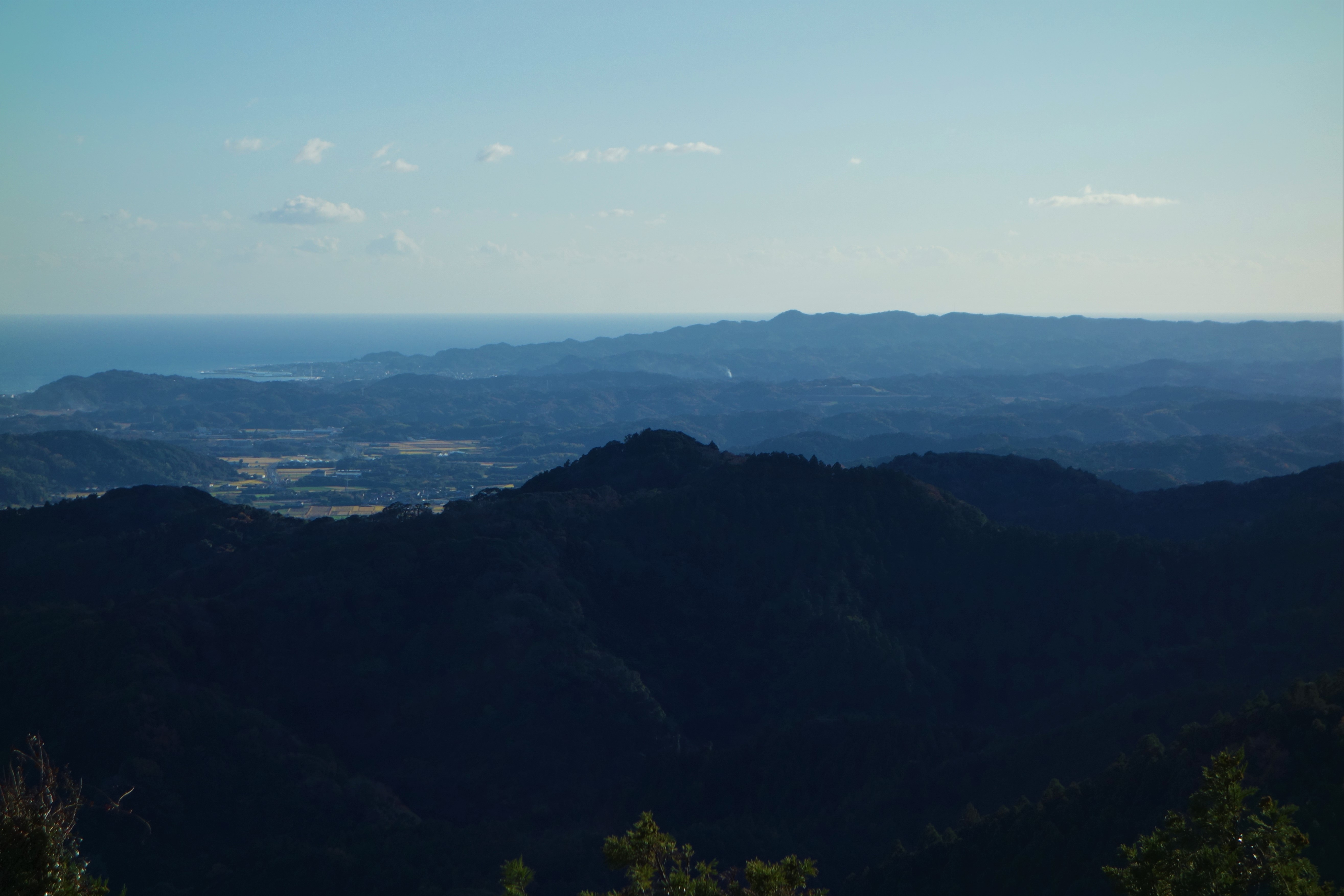
御殿山から太平洋と高塚山
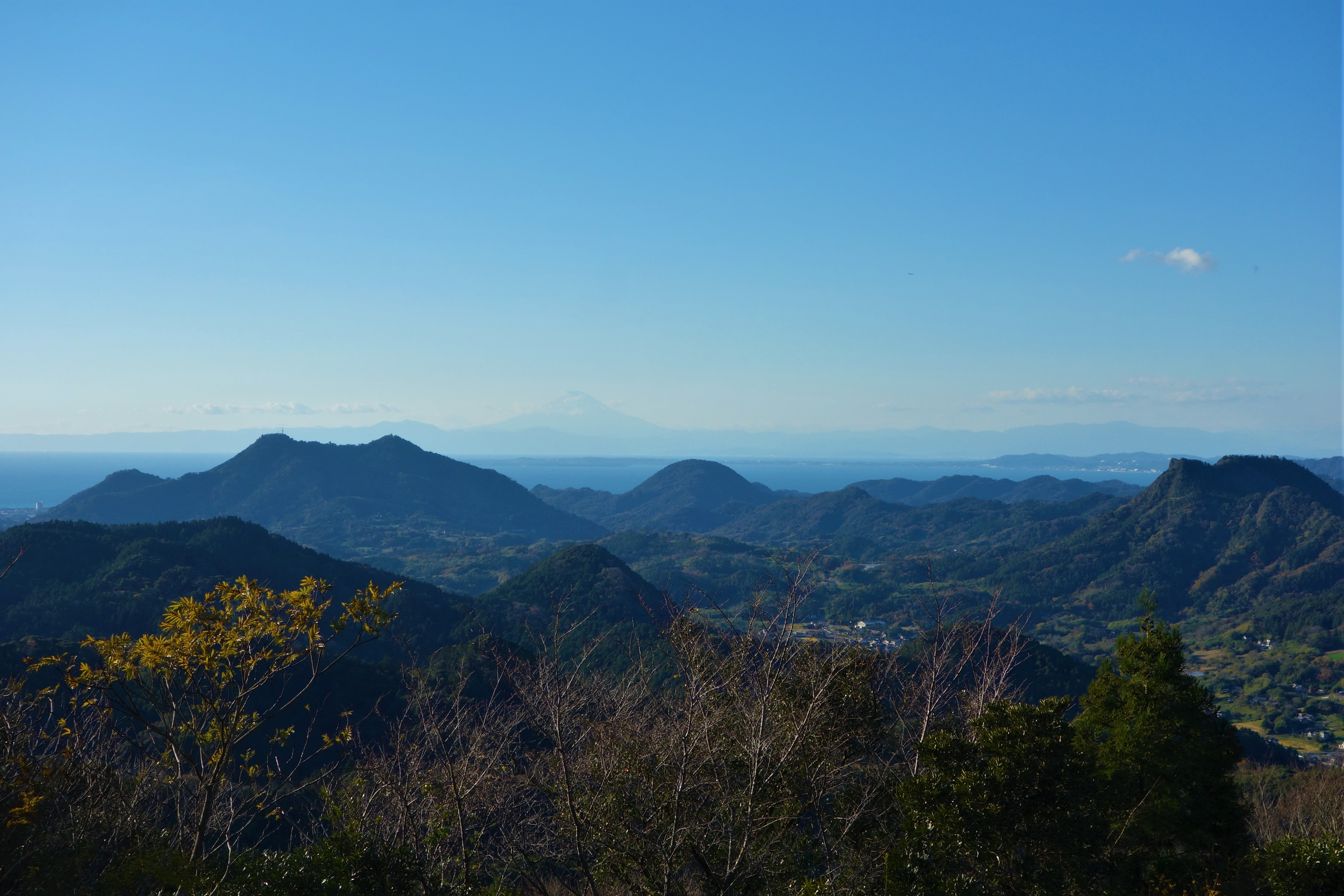
御殿山から富山と伊予ヶ岳
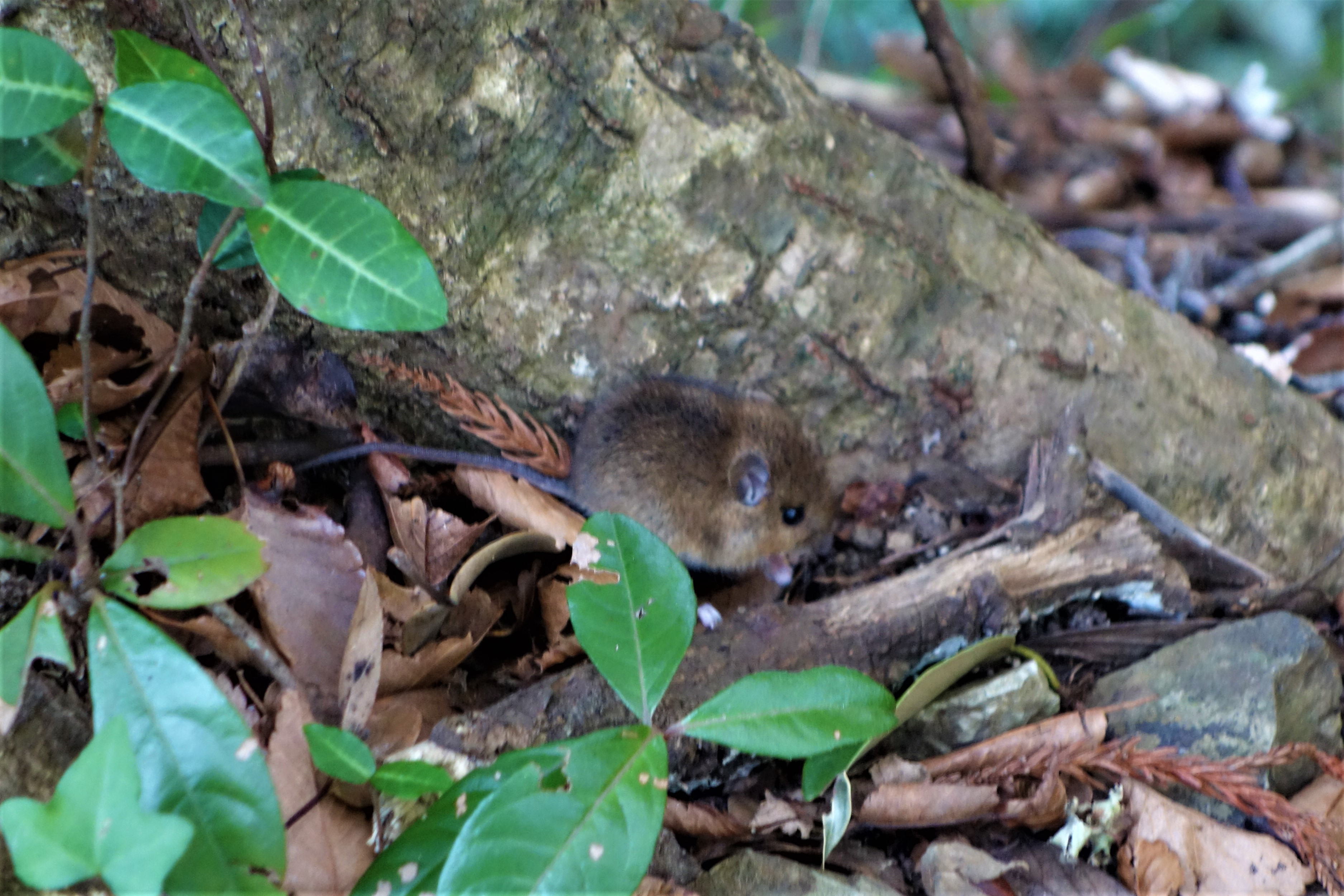
御殿山登山道に現れたカヤネズミ